# Jubilus
Als Jubilus wird in der Theologie die Begegnung und der Austausch der beiden schwangeren Frauen Maria und Elisabeth im Neuen Testament bezeichnet: Als Elisabeth den Gruß Marias hörte, da hüpfte das Kind in ihrem Leib. (Lk 1,41).

## Gregorianischer Choral
Der Jubilus bezeichnet in der Musikwissenschaft eine wichtige Gesangsform des gregorianischen Chorals. Es handelt sich dabei um die melismatische Ausgestaltung (Tropierung) des letzten a im Halleluja (Sequenz). Man verwendete hier reiche Melodik, die vorwiegend dem Gefühlsausdruck diente. Dabei wiederholen sich gewisse Tonketten und verleihen dem Gesang charakteristische Konturen.

## Weblink
- Jubilus im Musikalisches Lexicon 1865 und im Musik-Lexikon 1882